# Коромыслова башня
Коромыслова башня — круглая башня Нижегородского кремля, расположенная в нагорной части между Никольской и Тайницкой башнями. Если обозревать сооружение с противоположной стороны Зеленского съезда, то можно заметить, что башня вместе с примыкающими к ней пряслами (стенами) по форме напоминает женщину с коромыслом.
Отличительной чертой башни является то, что она полностью, включая внутренние помещения, сделана из белого камня. По сохранности первоначального облика Коромыслова — лучшая среди всех круглых башен Нижегородского кремля.

## Описание

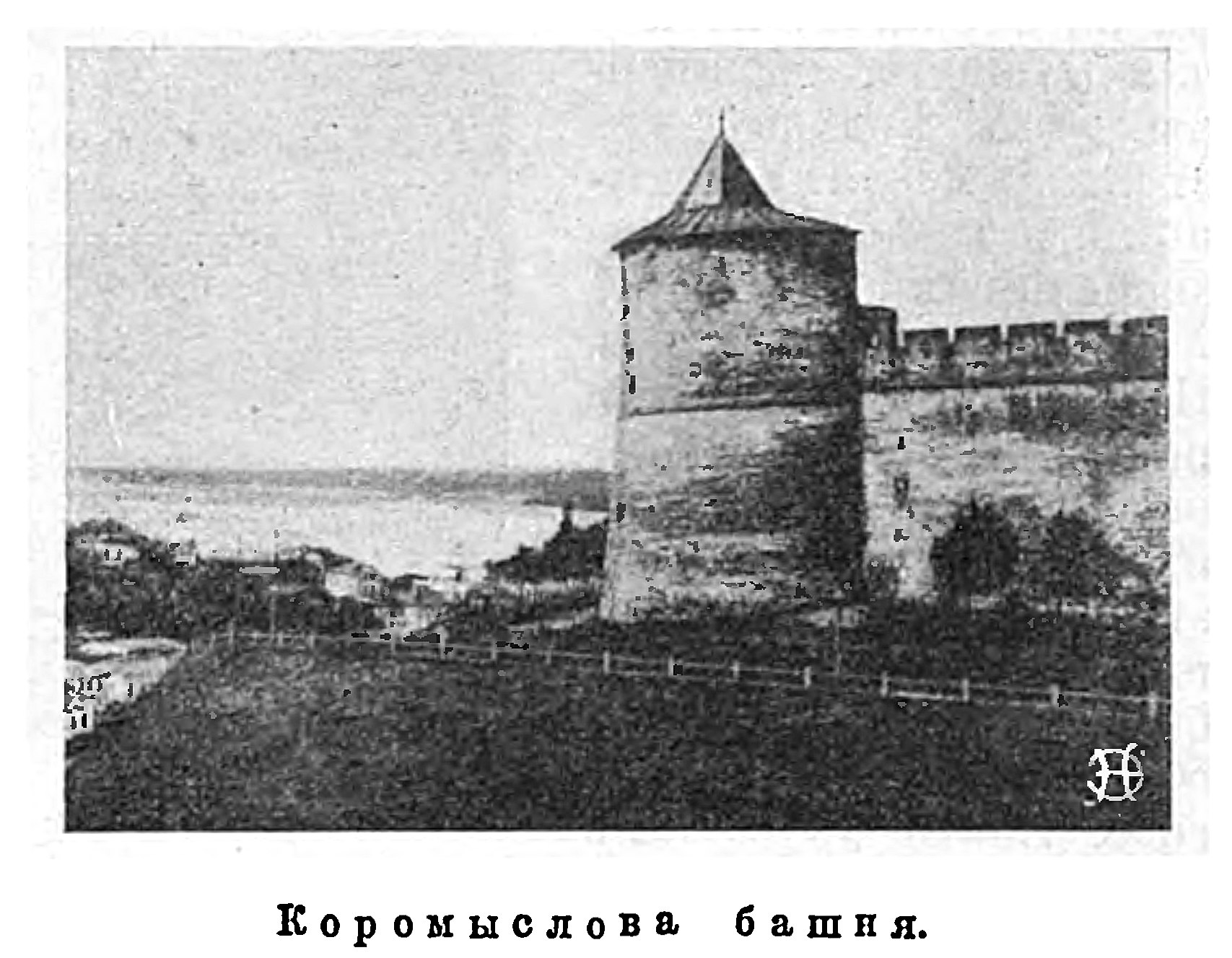
Коромыслова башня в начале XX века

Как и все башни Нижегородского Кремля, Коромыслова имеет четыре боевых яруса. Подошвенный бой (нижний ярус), ныне засыпанный грунтом, оснащён боевыми окнами, расположенными на высоте 30-40 сантиметров от поверхности земли, что позволяло вести настильный огонь для «очищения рва» от неприятеля. Два яруса среднего боя имеют боевые печуры, в которых размещались малокалиберные пищали. Так, в 1622 и 1663 годах на Коромысловой башне была установлена одна медная пищаль на колёсах. На верхнем ярусе располагалась боевая площадка с бойницами и зубцами. Дополнительные боевые камеры обустроены в толще крепостных стен, примыкающих к башне. Бойницы расположены не одна над другой, а в веерном порядке, за счёт чего сокращается «мёртвое» (непоражаемое) пространство — прилегающая к башне территория, недоступная для обстрела защитниками крепости. Две бойницы использовались для ведения огня вдоль прясел, а одна боевая камера, обращённая в сторону «поля», предназначалась для фланкирования врага на подступах к кремлю. В Коромыслову башню ведут два входа: нижний обустроен в толще стены слева от башни, а верхний — с боевой площадки.
Прясло, протянувшееся между Коромысловой и Тайницкой башнями, является самым длинным в Кремле (205 метров). Это объясняется тем, что крутой косогор был крайне неудобен для штурмующего неприятеля, а строители лишь усилили откосы крепостными стенами. В прошлом крутой косогор начинался непосредственно у оснований кремлёвской стены; его спланировали в 30-х годах XIX века и превратили в довольно широкий сквер. Нижняя часть прясла и башни до высоты пояса-полувала сложена из белого известняка для повышения прочности цитадели. Остальная часть стен, как и во всём кремле, выстроена из тёмно-бурого кирпича.
В 1700-х годах башня накренилась из-за размыва грунта перед ней. Опасность обрушения была устранена в середине XIX века, когда городские власти обустроили Зеленский съезд и укрепили склон оврага грунтом. До 1886 года в стенах древнего сооружения размещался архив. В ходе реставрации 1965 года в Коромысловой башне восстановили перекрытия верхнего яруса и шатровую кровлю.

## Легенды

Памятник храброй нижегородке

Примечательна легенда, связанная с названием башни. В 1520 году астраханские татары во главе с Саид Гиреем осадили город. Татары пытались хитростью овладеть кремлём и ночью подобрались к его стенам. А ранним утром одна из нижегородских женщин по имени Алёна пошла по воду. Увидев татар, она приняла неравный бой с ними и забила коромыслом 10 из них, пока кому-то из них не удалось убить её ударом сабли. Татары призадумались: каковы ж тут воины, если девицы у них так отважны. И потихоньку убрались от нижегородских стен.
По другой легенде, строительство кремля началось именно с этой башни. Для усиления строения было принято заложить живое существо, которое первым придёт на это место, в основание башни. Пришла девушка с вёдрами на коромысле (которую, предположительно, также звали Алёной), шедшая за водой на речку Почайну. Её и зарыли вместе с вёдрами и коромыслом. Ещё одно нижегородское предание гласит, что строители будто бы пожалели девушку и вместо неё зарыли стрекозу («насекомое коромысло»), чтобы соблюсти древний обычай.
Подобные предания нередки не только в Нижегородской области, но и во всей Европе. В честь легенды о храброй Алёне, перебившей татар коромыслом, рядом с башней был поставлен каменный памятник.